# Shek Wai Hung
Shek Wai Hung (en chinois 石偉雄), né le 10 octobre 1991 à Hong Kong, est un gymnaste de Hong Kong.
Il remporte le titre du saut lors des Jeux asiatiques de 2014 et lors des Jeux asiatiques de 2018.
Aux Championnats d'Asie de 2015, il est médaillé d'or au saut et médaillé d'argent à la barre fixe.
Aux Pacific Rim Championships, il remporte la médaille d'or en saut en 2012 et la médaille de bronze en saut en 2010 et 2014.

## Honneur
L'astéroïde (55330) Shekwaihung est nommé en son honneur.